# Ischioplites metutus
Ischioplites metutus là một loài bọ cánh cứng trong họ Cerambycidae.